# Museo della cultura popolare contadina
Il Museo della Cultura Popolare Contadina "a Carbuniŋŋa" ha sede a Carrega Ligure, nella canonica della chiesa di San Giuliano.
Aperto nel 1979 per iniziativa della scuola media di Gavi in collaborazione con il comune di Carrega Ligure, raccoglie 500 strumenti e macchinari utilizzati nella vita contadina dalla lavorazione del grano, a quella delle castagne e agli utensili di uso domestico dei contadini dell'alta val Borbera.